# Farman MF.7
O Maurice Farman MF.7 Longhorn  é um biplano de reconhecimento francês desenvolvido pela empresa francesa Farman Aviões, antes da Primeira Guerra Mundial, sendo projetada por Maurice Farman.
Sua utilização ocorreu nas forças aéreas da França e do Reino Unido para treinamento antes de começar a ser usado em combate, sendo produzido em 1913 até 1915. Seu primeiro utilizador foi a Força Aérea Francesa.
O avião tinha capacidade para dois tripulantes (o piloto e o observador), com 11,35 metros de comprimento (37 pés), as asas tinham 15,40 metros de comprimento (50 pés) e 3,45 metros de altura (11 pés) e seu peso total era 855 kg (carregado). 
O Farman MF.7 tinha uma velocidade máxima de 95 km/h (51 nós, 59 mph) ao nível do mar, chegando a altura de até 4.000 metros (13.123 pés) com autonomia de 3,5 horas. A aeronave não possuía armamentos.